# Marcelle Delaunay
Marcelle Delaunay est une résistante française née le 30 juillet 1919 à Rivarennes et morte le 13 janvier 2008 à Azay-le-Rideau. Elle est aussi connue sous le nom de Marcelle Delaunay Favreau, ou de Marcelle Favreau après son mariage.

## Biographie
Marcelle Delaunay passe son enfance dans le village de Rivarennes (Indre-et-Loire) où ses parents tiennent le café-restaurant du bourg.
Elle y travaille après avoir obtenu son certificat d'études primaires à 14 ans. C'est dans ce cadre qu'elle entre en résistance par le biais d'un client habitué du café.

### L'engagement
En 1943, Marcel Blée cheminot syndicaliste à la retraite, qui connait bien la famille Delaunay, propose à Marcelle de l'assister dans une opération de parachutage de la Résistance. En effet, le champ de « La Prée » entre Rivarennes et Bréhémont a été choisi sous le nom de « Gide », par le Bureau des opérations aériennes (BOA) créé par Jean Moulin cette année là. Marcelle s'implique rapidement
Dès juillet 1943, elle intègre le réseau Rabelais du BOA et devient agent P2, sous le nom de Cello, sous lieutenant chargé du renseignement gradé et rémunéré. Elle participe à l'opération Arrow dans la nuit du 15 au 16 juillet. Il s'agit de permettre l'atterrissages de deux avions Lysanders venus de Londres.
Elle participe à plusieurs autres opérations importantes, dont la mission Battering ram dans la nuit du 12 au 13 septembre 1943.

### L'arrestation et la déportation
Le 3 mars 1944, Marcelle est arrêtée par la gestapo à la suite de nombreuses arrestations de membres du groupe Rabelais et des opérateurs du terrain « Gide ». Elle est amenée à la Gestapo de Tours, dont le siège se situe rue George Sand. Elle est interrogée par Clara Knecht et emprisonnée à la prison de Tours puis à Romainville. Elle est ensuite déportée le 18 avril pour Ravensbrück. Elle y arrive le 22 avril et se voit attribuer le matricule 35.194. Elle est ensuite transférée le 04 juin au Kommando d’Holleischen (Holysov), dépendant de Flossenbürg, où elle arrive le 06 juin 1944,.

### Libération
Tandis que les troupes américaines s'approchent le 3 mai 1945, des partisans polonais libèrent le Kommando. Le 5 mai 1945, les Américains prennent les détenues en charge. Leur rapatriement s’étale ensuite pendant 5 semaines environ.

## Distinctions
- Officier de la Légion d'honneur (1979) ; chevalier en 1970[réf. souhaitée]
- Croix de guerre 1939–1945 avec étoile d'argent (puis palme)[réf. souhaitée]
- Médaille de la Résistance française[réf. souhaitée]
- Médaille du réseau Honneur et Patrie